# Haus Heyde (Witten)
Haus Heyde war ein Rittersitz im Ortsteil Rüdinghausen von Witten. Es zählte einst zum Amt Hörde.
Über das Haus wird berichtet:  

„Heyde gehörte zu den Lehen der Herren von der Recke. Ursprünglich wohnten hier die Ritter von der Heyde. Es soll mit einer Erbtochter von den von Frydag an die von Leythe gekommen sein. Ende des 15. Jahrhunderts gelangte es durch Heirat an Johann von Dücker-Neiling in der Becke bei Stiepel. 1575 wurde das Haus neu aufgebaut. 1629 verkaufte es Jobst Henrich Dücker an die von Plettenberg-Schwarzenberg. Nach von Steinen lag 1756 das Haus verwüstet da. Der verschuldete Besitz kam an die Gläubiger, und die von Hauß zu Nierhoven wurden Besitzer. Heute erhebt sich auf den Grundmauern des Hauses Heyde ein Bauerngehöft, die sogenannte ‚Schäferei‘.“